# Dežno pri Podlehniku
Dežno pri Podlehniku je naselje v Občini Podlehnik.